# 오베라는 남자 (영화)
《오베라는 남자》(스웨덴어: En man som heter Ove)는 2015년 공개된 스웨덴의 영화로, 프레드리크 바크만의 동명 소설을 원작으로 한다.

## 출연

### 주연
- 롤프 라스고르드
- 바하르 파르스
- 필립 버그
- 이다 엥볼

### 조연
- 차타리나 라르손
- 프레드릭 에버스
- 포얀 카리미

## 기타
- 원작자: 프레드릭 배크만
- 총제작: 미카엘 외르쓰
- 공동제작: 론 코스런드
- 미술: 얀 오로프 아그렌
- 분장: 러브 라슨
- 분장: 에바 본 바
- 분장: 오스카 월로스
- 배역: 요하네스 페르손